# Hocuma Cutae

HOCUMA CUTAE (ホツマツタヱ, Hotsumatsutae).
Első közismert forrás: Jaszutosi Vaniko 1775.

Az AWA DAL (あわうた, awauta).
hotsuma.gr.jp awa-no-uta).

MOTOAKE (もとあけ, motoake).
FUTOMANI (フトマニ, futomani)Hotsuma-Tsutae Futomani).

A Hocuma Cutae (japánul 秀真伝,  Hepburn: Hotsuma Tsutae vagy Hotuma Tsutaye) egy japán legendás történet bonyolult epikus költeménye. Kora meghatározhatatlan. Sokan úgy vélik, hogy a Hocuma időben megelőzi a közismert japán mitológiát, ami a Kodzsikin, a Nihonsokin és egyéb kiegészítő dokumentumokon alapul.

## Története
A „cutae” szó a Hocuma Cutaéban olyan dokumentumot jelent, amely a tudást és a bölcsességet örökíti illetve adja tovább a következő generációk számára. Ez volt a célja Dzsinmu császárnak is, aki felkérte egyik miniszterét, Kusimikatama Vanihikót, hogy hozzon létre egy ilyen művet. A feladatot tökéletesen teljesítette. A Hocuma vers első részeit, a Mennyek könyvét és a Föld könyvét, Kusimikata Kr. e. 660-ban rögzítette, illetve szerkesztette. Utódja, Ótataneko, jegyezte le a harmadik részt, az Ember könyvét, amely tartalmazza a Dzsinmu császár után született történeteket, vagyis Kr. e. 660-tól. Hét generációval később, Kr. u. 1. században további 12 fejezettel bővítették Keiko császár (12.császár) számára Kr. u. 126-ban. Így vált teljessé a 40 fejezetes dokumentum.
A Hocuma Cutae másolatait Ivamuróban őrizték az Enrjakudzsi hatalmas templomkomplexum egyik Tendai templomában (Hiei-hegy, Kiotó). Ezeket a másolatokat valószínűleg Saicsónak (i. sz. 767–822), az Enrjakudzsi alapító papjának adták. A tendai pap ismert volt arról, hogy előadásokat tartott a műről.
A Hocuma Cutaét generációkon keresztül adták át nemesi családokon belül. 1775–ben bukkant fel újra, ami Jaszutosi Vanikóhoz (Ibo Junosin néven is ismert) köthető, aki a 78. generációs Kusimikatama leszármazottja. Néhány részletét 1884–ben lefordították modern japán nyelvre és publikálták egy olyan nyomtatványként, amelyet Hirata Acutane a dzsindai modzsival (japánul 神代文字, Hepburn: jindai moji, magyarul "A mitológiai korok írása") kapcsolatos munkájában tüntetett fel. A kínai karakterek használata előtt kifejlesztett japán írásrendszerrel foglalkozott, amelyet egyébként figyelmen kívül hagyott a Hocuma fordításánál. Acutane főként a Kodzsikival foglalkozott, mert a Hocuma Cutae csak megzavarta volna az elméleteit.
Jaszutosi kézirata szinte teljesen elveszett, de 1966–ban egy antikváriumban egy Macumoto Josinoszuke nevű író három fejezetet is talált, és sok keresést és utazást követően Macumotónak sikerült megszerezni a Hocuma Cutae mind a negyven fejezetét. A Hocuma teljes példányának nyomon követésére irányuló erőfeszítéseinek történetét foglalja magába a The Hotsuma Legends: Paths of the Ancestors című 1999–ben kiadott könyve.

## Elemzése
A mű 10 ezer soros, 28 fejezetből, 5 és 7 szótagból áll, a menny és a föld ritmusában íródott. A szövegéről és ritmusáról vált ismertté. Jamato nyelvjárásban íródott, amely csak japán szókincset használ, tehát megelőzi a Kínával való kapcsolatfelvételt. A Hocumában használt nyelvezet némelyikét részét nem vizsgálták meg más régi japán korpuszokban. Viszont ha csak egy késő középkori álhírről van szó, miszerint párhuzamokkal rendelkeznek régi szavakkal, akkor az értelmezés rendkívül bonyolulttá válik.
A szöveg elsősorban a történelmi és nem-mitológiai feljegyzésben tárgyalja a japán népi szentélyekből és történelemből származó kami születését, életét és halálát. Ebben az esetben a kami szó jelentése "király" vagy "királyi", mintsem "istenek". Ezzel ellentétben a Kodzsiki a sintó buddhista hitvilág szerint ír a japán istenségek születéséről. A versben Amateraszu, a sintó vallás kamija férfi, és nem nő, mint ahogy a hivatalos feljegyzésekben írják. Macumoto azt állította, hogy Amateraszut a Kodzsikiban és Nihonsokiban feminizálták, hogy Szuiko császárnő uralkodását igazolják, aki ezen dokumentumok megírása előtt élt.
Habár a japán tudósok nagy részét nem érdekli ez a szöveg, egyes tudósok úgy vélik, hogy esetleg az Edo–korban írták. Ez annak köszönhető, hogy a szöveget eredeti japán ábécé szerint írták – tudományos körökben a kínai karakterek használatát megelőzően a japán nyelvű írás létezését megtagadták, továbbá az ábécé nem a régi japán fonológiát tükrözi, hanem a későbbit. Az általános vélemény az, hogy a dokumentum hamis. Azonban még nem sikerült végleges következtetést levonni.

## Kamik megjelenése a műben
Kukurihime (Sirajamahime) volt a korábbi goszaisin (japánul 御祭神, Hepburn: gosaishin, magyarul tiszteletre méltó kami). A jelenlegi goszaisin Nunagavahime inocsi (japánul 奴奈川姫命, Hepburn: Nunagawahime inochi), Izanagi  (イザナギ, a Kodzsikiben 伊邪那岐, a Nihonsokiban 伊弉諾) és Ónamucsi no Mikoto (japánul 大己貴命, Hepburn: Ōnamuchi no Mikoto). A Sirajamahime (eredeti goszaisin), Izanagi és Ónamucsi kamik hármasa szorosan kapcsolódik a Hocuma Cutaéhoz.
Amacu szentély(japánul 天津神社, Hepburn: Amatsu jinja) elsődleges goszaisinja Amacu hikohikoho ninigi no mikoto vagy Ninikine. Ninikine (Ninigi) a Nígata és Tojama, azonbelül Hokuriku környékének számos szent helyén található, távol a saját területétől, Kanszaitól. Ninikine, Amenokojane no Ókami és Futodama no Mikoto hármasát ereklyeként őrzik Kiotóban. Amenokojanét és Futodamát is említi a Hocuma a huszadik fejezetben.
Tojoke-szama a Hocuma legnagyobb kamija. Izanami apjaként és Amateru nagyapjaként írnak róla.

## Teljes fordítása
Ultra Ancient Document Hotsuma Tsutae. Ezt a 2 részes könyvet Szuda Maszako írta, amely az egész Hocuma fordítását tartalmazza.

### Maegaki (magyarulElőszó)
Szuda Maszako, aki most 87 éves, az igazságot kereste 40 éven keresztül, ahogy az anyja, Rjó tette. Rjó apja sebész volt, és meghalt, amikor Rjó 17 éves volt. Rjó meg akarta tanulni a helyes hozzáállást az élethez, amely értékes volt a számára. Édesanyja meghalt, amikor végzett a főiskolán. A Sova 44. évében, 1969–ben, anya és lánya elkezdte tanulmányozni a Hocuma Cutaét Macumoto Josinoszuke keze alatt, havonta kétszer egy és fél éven keresztül. Maszako minden reggelét víztisztítással, úgynevezett szuigjóval kezdte. Ennek következményeként spirituális jelenségeket kezdett látni. A Sova 58. évében, 1983–ban, kizárólag Agó Kijohiko Hocuma Cutaéjét tanulmányozták. Maszako lefordította és saját szavaival fogalmazva írta meg a történeteket, a Prológustól az utolsó fejezetig. Agó Simanéban élt. Ogaszavara Nagahijót küldte (Micsimasza dédunokája), hogy láthassa Maszakót Jokohamában. Ogaszavara és öt munkatársa meglátogatta, és megkérdezte, hogy odaadná-e a saját fordítását, mert elküldenék a hozzá kapcsolódó anyagaival és a széljegyzeteikkel. Láthatná, hogy a fordítása sokkal modernebb, mint az övéik. Ezután megvizsgálták az Ohtataneko (Jasutosi Vaniko) Hocuma Cutaéját, amelyet a Biva–tótól nem messze levő Hijosi-nagyszentélyben őriztek. Ezt a példányt Jasutosi Vaniko írta 1775–ben kanbunban, kínai írással. 24 könyvből áll három dobozban. Értelmet nyert Maszako számára, és a továbbiakban ezt a másolatot használta a fordításhoz. Heves meggyőződése volt, hogy a Hocuma Cutae tartalmazza a japán kultúra teljes eredetét. Az ebből készült két kötet Szuda Maszakótól a teljes Hocuma Cutaét tartalmazza ebben az öt formában: eredeti genbun, egyenes fordítás hagyományos kínairól japánra, modern fordítás, Vaniko-féle kanbun és Maszako fordítása.

### Mikasafumi
Szuda írta le a Mikaszafumi kandzsiját egy könyvhöz, aminek a jelentése egy kami lovaglása a hegyen. Ellentétben azokkal, akik 3 esernyő kandzsijával írják. A Mikaszafumit Lord Kaszuga (Ame no Kojane) írta, aki bemutatta a 12. császárnak, Keikónak. Ezt Ohokasima szerkesztette.

### Futomani
Prológus, Hotsuma Tsutae wo nobu
Amikor a menny és a föld született, a két kami szülőnek lett két gyermeke: Ame no Szakahoko (rendet képviseli) és To no vosito (a mennyei törvényt képviseli), és minden jó volt. Ahogy az emberek száma nőtt, úgy váltak egyre érzéketlenebbé. Amateraszu elkészítette a jata no kagamit (japánul 八咫鏡, magyarul nyolc arasznyi tükör). A három szent kinccsel együtt adta oda Ninikinének. Hosszú idő után, amióta császárság volt, a 9. császár, Kaika (i. e. 157–98) volt az, aki visszaélt a hatalmával. Az apja ágyasát vette feleségül. Ohomikenusi (Ohotataneko nagyapja) ezek ellen tiltakozva hagyta ott a posztját. Ő volt az ötödik generációs unokája Kusimikatamának, aki a Hocuma eredeti 28 fejezetét írta.
A Hocuma tökéletes harmóniát jelent. Egy életforma, egy politika/irányelv, szóval ha a Hocuma jelen van, akkor az ország is Hocuma. Ha megszámolnád a parton az összes homokszemet, akkor sem érnél soha a Hocuma tanításának a végére. A Hocuma az Út tanítása.

### Koto nobe no nagauta (A történet bemutatásának dala)
Ezt a dalt Ohokasima no Mikoto írta 247 évesen, hogy gratuláljon Ohotatanekónak a Hotsuma Tsutae befejezéséért.
Amateraszu azt mondta, hogy Ninikine a Kunitokotacsi reinkarnációja, mert a villámot tűzzé és vízzé változtatta, majd a Vakeikazucsi nevet kapta. Ninikine volt az első, akit Amakiminek (tennónak, vagyis császárnak) neveztek. Amateraszu 1 700 000 év után visszatért a naphoz, és azóta is ragyog ránk.
A 26. fejezet Tojotamáról szól. Felvet egy kérdést, miszerint ő egy sárkány vagy sem. Ez a tenioha használatának vagy visszaélésének köszönhető. A tenioha a nyelvtan fontos eleme, mivel viszonyszavakat és szintaktikai kapcsolatokat is tartalmaz. A tenioha megfelelő alkalmazása nélkül az értelmezések tévesek lehetnek. Ezután Ohokasima írta a Hana no soe uetát (magyarul Virágokkal ültetett) a Jamato tartományról és Hisijo no mijáról, Keiko császár palotájáról.

### Kibi no Makibi: Szeisu mondo (Végső probléma)
Ezt a dokumentumot Szuda könyvének a végéhez készítették.
A Mikaszafumiban 64 fejezet volt, és a másolatnak vagy másolatnak sok hibája volt. Ezért, amikor a Nihonsoki írták, a Mikaszafumit használva referenciaként, hibás lett volna. Továbbá, amikor Toneri Sinao szorgalmasan írta a szöveget, Amateraszut férfinek írta. Viszont a császárnő egy buddhista pappal élt együtt, akibe szerelmes volt. A pap a fiával együtt akarta uralni az országot. A császárnővel ellentétben megváltoztathatta a Nihonsokit, és Amateraszut nővé íratta át.